# 疏勒県
疏勒県（そろく-けん、ケシケル・イェンギシェヘル、ウイグル語:قەشقەر يېڭىشەھە:　転写：Qeshqer Yéngisheher）は、中華人民共和国新疆ウイグル自治区カシュガル地区に位置する県。カシュガル市の南に位置する。 古代西域のオアシス国家である疏勒国の地であった。古代の住民は印欧系で、インド・ヨーロッパ語族の言語を操っていたと見られる。9～10世紀より、人種と言語が次第に回鶻（ウイグル）化していった。

## 歴史
前漢時、疏勒の国力は強くなかった。 2世紀にクシャーナ朝のカニシカ1世王が仏教の伝播に万進した時期に、この地にも仏教が入った。三国時代、疏勒は莎車、竭石、渠沙などの十二国を統べ、亀茲、于闐、焉耆、鄯善と共に西域の大国であった。最盛期の版図は今の新疆の喀什、疏勒、疏附、伽師、英吉沙、岳普湖、阿図什、烏恰、阿克陶、塔什庫爾干などの県市に及んだ。都である疏勒城は唐からは迦師城と称されていた（現在地は不明）。
6世紀中葉以後、突厥の支配下に入り、毎年朝貢した。
658年、唐が西突厥の阿史那賀魯の乱を平定し、疏勒を以って安西四鎮の一つとなし、安西都護府に隷属した。 疏勒王室は唐との往来が密接となった。その後、吐蕃に占領された。
宋以後、疏勒は主に西遷した突厥族のカルルク（葛邏禄）部と以後到来した一部のウイグル部の支配下に置かれた。

## 行政区画
3鎮、12郷を管轄：
- 鎮：スレ鎮（疏勒鎮）、ハンエリク鎮（罕南力克鎮）、ヤプチャン鎮（牙甫泉鎮）
- 郷：バリン郷（巴仁郷）、ヤンドゥマ郷（洋大曼郷）、ヤマンヤル郷（亜曼牙郷）、バグチ郷（巴合斉郷）、タズグン郷（塔孜洪郷）、イェンギエリク郷（英爾力克郷）、コムシェリク郷（庫木西力克郷）、タハチ郷（塔合其郷）、エルムドゥン郷（艾爾木東郷）、アラル郷（阿拉力郷）、ハラプ郷（阿拉甫郷）、イェンギアワト郷（英阿瓦提郷）

## 交通

### 鉄道
- 中国国家鉄路集団
  - 喀和線
    - 疏勒駅

### 道路
- 高速道路
  -  吐和高速道路
- 国道
  - G315国道

## 事件
2015年1月12日、疏勒県内の商業地区で、爆発物を爆発させようとした容疑者6名が警察官により射殺される事件が発生。